# دمیترو پاولیچکو
دمیترو پاولیچکو (اوکراینی: Дмитро Васильович Павличко؛ زادهٔ ۲۸ سپتامبر ۱۹۲۹) شاعر، ترجمه، فیلم‌نامه‌نویس، فرهنگ‌شناسی، political and public figure، دیپلمات است.
وی همچنین برندهٔ جوایزی همچون نشان پرچم سرخ کار شده‌است.